# Promontorium Deville

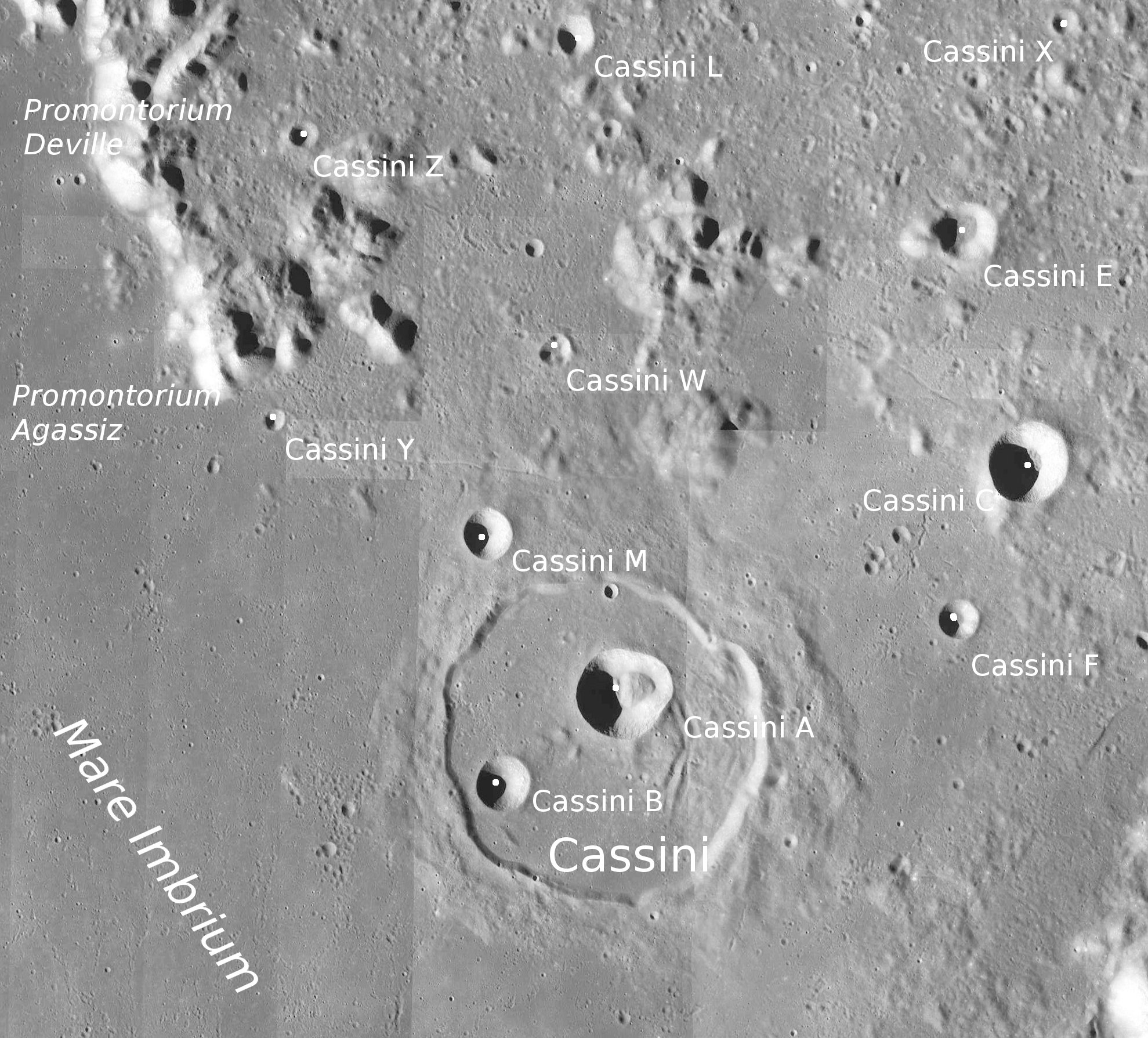
Promontorium Deville w lewym górnym rogu zdjęcia z sondy LRO

Promontorium Deville – przylądek na powierzchni Księżyca o średnicy 16,56 km. Promontorium Deville znajduje się na współrzędnych selenograficznych ☾ 43,31°N 1,14°E/43,310000 1,140000 na obszarze Mare Imbrium.
Nazwa grzbietu została nadana w 1935 roku przez Międzynarodową Unię Astronomiczną i pochodzi od Charles’a Josepha Deville’a (1814–1876), francuskiego geologa i meteorologa.